# Георгиевка (Кормиловский район)
Гео́ргиевка — село в Кормиловском районе Омской области России, административный центр Георгиевского сельского поселения.
Основано в 1864—66 году
Население — 731 чел. (2010)

## География
Село расположено в лесостепи в пределах Барабинской низменности, относящейся к Западно-Сибирской равнине, на левом берегу реки Омь. В восточной части села имеется озеро Сибирское — старица реки Омь. Распространены чернозёмы обыкновенные языковатые. Высота центра населённого пункта — 102 метров над уровнем моря.
По автомобильным дорогам село расположено в 17 км от районного центра посёлка Кормиловка и 66 км от областного центра города Омск. Ближайшая железнодорожная станция расположена в посёлке Кормиловка.
Климат умеренный континентальный (согласно классификации климатов Кёппена-Гейгера — тип Dfb). Среднегодовая температура положительная и составляет + 0,9° С, средняя температура самого холодного месяца января − 18,2 °C, самого жаркого месяца июля + 19,4° С. Многолетняя норма осадков — 389 мм, наибольшее количество осадков выпадает в июле — 64 мм, наименьшее в марте — 13 мм
Часовой пояс
Георгиевка, как и вся Омская область, находится в часовой зоне МСК+3. Смещение применяемого времени относительно UTC составляет +6:00.

## История
Основано в 1864—66 годах переселенцами — коми-зырянами, на бывшем хуторе Тараса, по имени которого в дальнейшем стала называться деревня Тарасино.
Жители приняли христианство в 1890 году после эпидемии холеры. В 1892 году при проведении землеустроительных работ по межеванию и регистрации всех самовольно застроенных заимок, выселок, хуторов и деревень название Тарасино было заменено по просьбе жителей на Георгиевка, в честь святого Георгия Победоносца, именем которого был назван единственный на всю северную зону территории Кормиловского района православный храм.

## Население
| 2010 |
| ---- |
| 731  |